# SABMiller
SABMiller este o societate pe acțiuni din industria berii, originară din Africa de Sud, fondată în anul 1895 sub numele de South African Breweries Ltd. SABMiller a fost cel de-al doilea mare producător de bere din lume. Compania care deținea brandurile: Peroni Nastro Azzurro, Grolsch, Miller Genuine Draft, Pilsner Urquell, Castle Lager și Ursus, și este prezentă în peste 60 de țări de pe 6 continente.
În anul 2004, vânzările totale de bere și alte băuturi ale companiei au ajuns la 77 milioane hectolitri
În noiembrie 2007, SABMiller a cumpărat producătorul olandez de bere Grolsch, contra sumei de 816 milioane de Euro.
În 2016, SABMiller a fost cumpărat de Anheuser-Busch InBev SA/NV iar filiala din Europa de Est a fost vândută de aceasta către Asahi Breweries.
Număr de angajați în 2007: 69.116
Cifra de afaceri în 2008: 21,4 miliarde USD

## Mărci
Cele mai cunoscute branduri de SABMiller până la cumpărarea de către AB-InBev,  au fost printre altele:
- Castle
- Dreher
- Foster’s Group
- Gambrinus
- Grolsch
- Leinenkugel
- Laurentina und 2M
- Meantime Brewing, London
- Miller
- Radegast
- Peroni Nastro Azzurro
- Pilsner Urquell
- Timisoreana
- Tyskie
- Ursus
- Velkopopovický Kozel

## SABMiller în România
La sfârșitul anului 1995 South African Breweries (SAB) și-a demarat investițiile în România prin cumpărarea fabricilor de bere locale Vulturul Buzău, Pitber Pitești și Ursus Cluj, care ulterior a preluat pachetul acționar majoritar de la Bere Timișoreana.
Așa a apărut Compania de Bere Romania (CBR), cu peste 1.000 de angajați în fabricile de bere din Cluj-Napoca, Timișoara și Buzău.
În anul 2004, compania a preluat pachetul majoritar al producătorului de bere Aurora Brașov în urma unei tranzacții de 16 milioane euro.